# Leptosomatum indicum
Leptosomatum indicum is een rondwormensoort uit de familie van de Leptosomatidae. De wetenschappelijke naam van de soort is voor het eerst geldig gepubliceerd in 1914 door Stewart.